# Паула Парето
Паула Парето  (ісп. Paula Pareto, 16 січня 1986) — аргентинська дзюдоїстка, олімпійська чемпіонка та бронзова призерка, чемпіонка світу, чемпіонка Панамериканських ігор. 

## Виступи на Олімпіадах
| Олімпіада   | Дисципліна         | Місце |
| ----------- | ------------------ | ----- |
| Пекін 2008  | надлегка категорія | =     |
| Лондон 2012 | надлегка категорія | 4     |
| Ріо 2016    | надлегка категорія | 1     |
| Токіо 2020  | надлегка категорія | 7     |